# Messerschmitt Me 210
Messerschmitt Me 210 був німецьким винищувачем бомбардувальників, важким винищувачем і штурмовиком часів Другої світової війни. Me 210 було розроблено для заміни Bf 110; розробку було розпочато не задовго до початку Другої світової війни. перші екземпляри Me 210 були готові у 1939, але вони мали погані льотні характеристики через погану форму крила і вади у конструкції фюзеляжу. У 1941 і на початку 1942 були проведені широкомаштабні випробування, які не допомогли з вирішенням проблем літака. Конструкція малою партією була прийнята на озброєння у 1943, але майже одразу була замінена на Messerschmitt Me 410 Hornisse («Шершень»). Me 410 став подальшим розвитком Me 210, названий так щоб уникнути поганої слави 210-го. Невдача з розробкою програми Me 210 означала, що Люфтваффе продовжували використовувати застарілі Bf 110, не зважаючи на зростаючі втрати.

## Розробка та виробництво
Конструктори Мессершмітта розпочали роботу на оновленням Bf 110 у 1937, навіть до того як серійний Bf 110 піднявся у повітря. Наприкінці 1938 Bf 110 було лише прийнято на озброєння, а RLM почали шукати йому заміну. Мессершмітт направив свій модернізований Bf 110 під позначенням Me 210, а Arado представили свій новий Ar 240.
Me 210 був значним відходом від конструкції 110, але мав такі самі деталі. Основною відмінністю був модифікований ніс який був більш коротший і знаходився над центром тяжіння, мав внутрішній бомбовий відсік, нові крила пристосовані для високих швидкостей і передову оборонну збройну систему з дистанційним керуванням, яка давала стрільцю більше поле для ведення вогню. На папері продуктивність Me 210 була вражаючою. Він міг досягти швидкості у 620 км/год на двох двигунах Daimler-Benz DB 601F потужністю 1330 к.с., що робило його швидшим на 80 км/год ніж Bf 110 і майже таким швидким як одномоторні літаки того періоду.
Основне шасі Me 210 було розроблено на основі основного шасі бомбардувальника Ju 88, де кожне головне шасі мало одну стійку яка оберталася навколо осі на 90° під час випуску. На відміну від Ju 88 у Me 210 головні колеса шасі були всередині головної стійки шасі коли повністю випущені, у той час як у Ju 88 вони були назовні стійок.

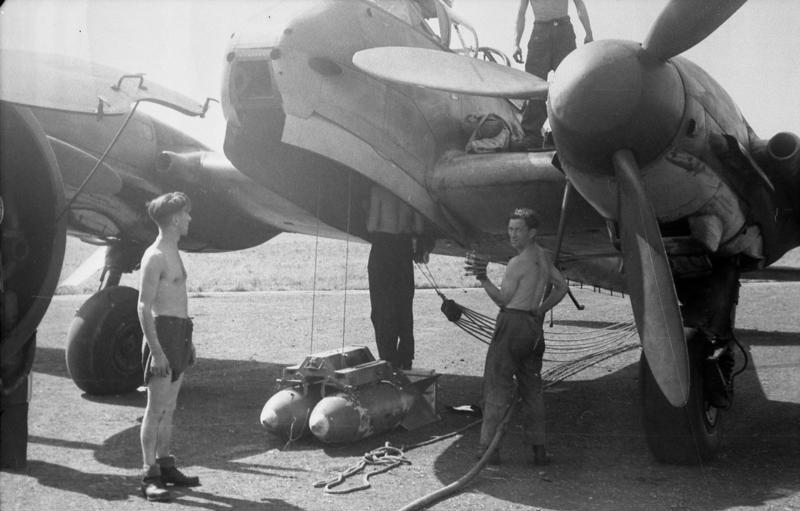
Me 210 мав бомбовий відсік на відміну від Bf 110

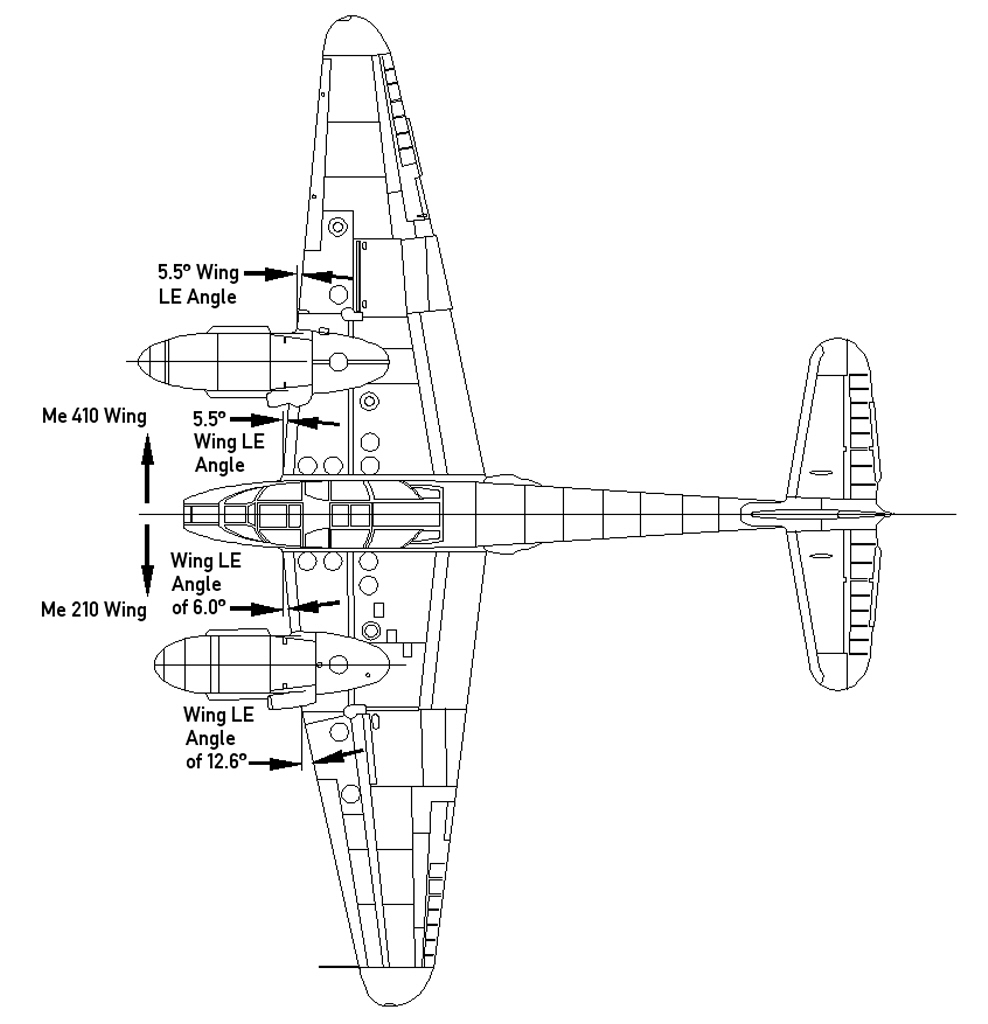
Порівняння крил у Me 210 та Me 410 Hornisse.

Bf 110 ніс озброєння назовні під крилами та фюзеляжем, але це створювало опір; Me 210 не мав таких проблем через розташування бомб у закритому бомбовому відсіку, у носовій частині літака. Me 210 міг нести до двох 500 кг бомб. Me 210 мав пікіруючи гальма розташовані на верхній частині крила та бомбовий приціл Stuvi 5B («Stuvi»-Sturzkampfvisier, приціл пікіруючого бомбардувальника) у носі, для пікіруючого бомбардування під малим кутом. Для виконання ролі винищувача, у бомбовому відсіку монтувалися чотири 20 мм гармати.

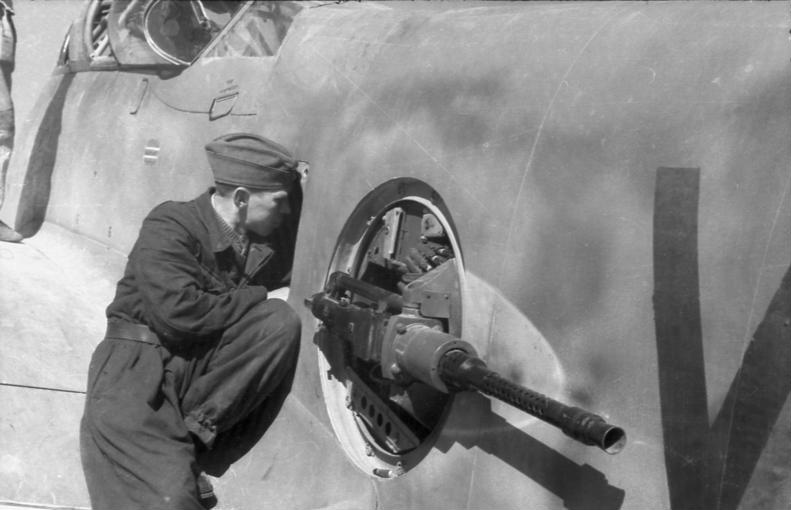
Обслуговування гарматної башти FDSL 131 з дистанційним керуванням на Me 210

Для захисту  Me 210 з тилу стрілець був озброєний двома кулеметами калібру 13 мм (.51 in) MG 131. Кожний з них було встановлено у напів-каплеподібній башті Ferngerichtete Drehringseitenlafette FDSL 131/1B які встановлювалася на кожному борту і керувалися дистанційно з позиції стрільця у скляній кабіні яка розташовувалася у хвостовій частині. Цей пристрій мав обертове пістолетне руків'я, спусковий гачок та центральний приціл, для вертикального наведення кулеметів — при цьому обидві башти рухалися вниз і вгору одночасно — та горизонтального, кожний кулемет наводився окремо і тільки у бік протилежний від фюзеляжу. Задня частина панелей нижнього бокового скління кабіни була вигнута, щоб стрілець міг бачити практично в будь-якому напрямі. Кулемети мали електричне запалення, і електричний контактний вимикач виступав у ролі «переривача», який використовувався на багатьох типах багатомоторних, озброєних баштами літаках часів Другої світової війни, який не дозволяв стрільцю вести вогонь через хвостове оперення Me 210.
До польоту першого прототипу було замовлено 1000 Me 210. З часом це виявилося серйозною помилкою. Перший прототип піднявся у повітря з двигунами DB 601B у вересні 1939 і був визнаний небезпечним пілотами-випробувачами. Літак був не стабільним на віражах і мав тенденцію до коливань, навіть під час польоту. Спочатку конструктори сконцентрували увагу на подвійному стерні який взяли від Me 110 і замінили новим і більшим одиночним вертикальним кілем. Це було малоефективне рішення і літак продовжив коливатися. Також Me 210 страждав від жахливих звалювань. При наборі висоти або на віражі, при відкриванні автоматичних передкрилків літак завалювався у штопор. Другий прототип, Me 210 V2, був втрачений саме через це у вересні 1940, пілот не зміг вивести літак зі штопора і був змушений покинути літак. Головний пілот-випробувач казав, що Me 210 мав «все найменш бажані властивості, якими може володіти літак.» Для розв'язання багатьох проблем знадобилося 16 прототипів та 94 досерійних зразки. Тим не менш, командування Люфтваффе відчайдушно намагалося замінити Bf 110 і замовило серійне виробництво на початку 1941. Цей тип демонстрував надзвичайно неадекватні характеристики керування і в результаті, деякі елементи корпусу були перероблені, в тому числі подовження задньої секції фюзеляжу на 92 см, що отримало назву lang («довгий»). Me 210C був побудований з двигунами DB 605, а також з внесенням змін у корпус. Влада Угорщини були задоволені Me 210C у цьому стані, а тому придбали ліцензію на виробництво, для заміни Varga RMI-1 X/H. Літак отримав позначення Me 210Ca (a = ausländisch або 'іноземний') разом з двигунами DB 605. Було також придбано кілька корпусів, для збирання на угорських заводах до розгортання виробничих ліній. Виробництво розпочали на заводі Dunai Repülőgépgyár Rt. (Дунайський авіаційний завод) під маркуванням Me 210Ca з двигуном DB 605B, за угодою Люфтваффе отримували два з вироблених трьох літаків.
Me 210 згодом був перероблений на Messerschmitt Me 410 з двигунами DB 603.

## Історія використання

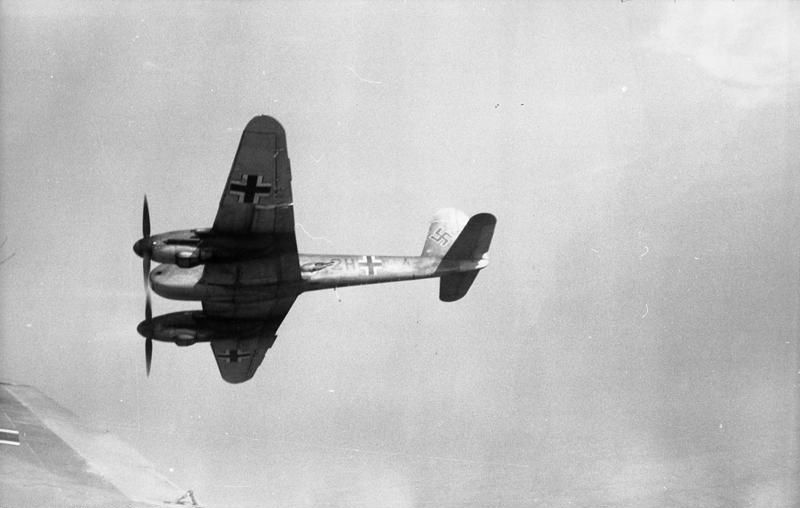

У квітні 1942 році розпочалися поставки літаків до фронтових підрозділів, а літак виявився ще менш популярним серед пілотів. Наприкінці місяця будівництво було припинено, на цей час було випущено 90 літаків. Інші 320 частково закінчених моделей було направлено до сховища. Замість них було розпочато виробництво Bf 110. Крім того Bf 110 тепер оснащувалися новими двигунами DB 605B та мали більшу вогневу потужністю, хоча конструкція все одно була застаріла.
Люфтваффе почали отримувати свої угорські літаки у квітні 1943, а угорці у 1944; коли вони прийняли їх на озброєння були задоволені ними. Виробництво було завершено у 1944, коли завод перейшов на виробництво Bf 109G. На цей час, було побудовано всього 267 Me 210C, 108 були передані Люфтваффе. Вони загалом використовувалися у Тунісі та Сардинії і були швидко замінені на Me 410.

## Варіанти
Me 210 A-0
До серійний літак.
Me 210 A-1
Одномісний винищувач-бомбардувальник та важкий винищувач з одним двигуном.
Me 210 A-2
Одномісний пікіруючий бомбардувальник та важкий винищувач з одним двигуном.
Me 210CПокращений планер, двигуни DB 605.
Me 210 Ca-1
Ліцензована угорська версія Me 210C.

## Оператори
Третій Рейх
- Люфтваффе мали на озброєнні 90 літаків Me 210A німецького виробництва та 108 літаків Me 210 Ca-1 угорського виробництва.
  - Eprobungsgruppe(A) 210 (перша випробувальна модель)
  - Versuchstaffel 210
  - 3./SKG 210
  - 16./KG 6
  - 1.,2.(F)/Aufkl.Gr.122 (Me/DAF 210C-1 user)
  - FAGr 122
  - Stab/AG 22
  - II.,III.,7.,8.,9./ZG 1 'Wespe' (Me/DAF 210C-2 [Ca-1])
  - 10./ZG 26 (Me/DAF 210C-2 [Ca-1])
  - I.,II./NJG 1
  - NJG 101

 Угорщина
- Угорські Королівські ВПС мали 179 літаків Me 210 Ca-1 угорського виробництва.
  -  1° та 2° RKI Század «Villám» (Випробувальне крило), RKI (Угорський інститут авіації)
  - 5/1.Légi Század «Bagoly» (NF Sqn)
  - 102.Gyorsbombázó, 102/1.Század «Tigris»
  - 102.Gyorsbombázó, 102/2.Század «Sas»
  - 102.Gyorsbombázó, 102/3.Század «Villám»

 Японська імперія
- ВПС Імператорської армії Японії
  - отримали один літак (Me 210A-2 W.Nr.2350) придбаний у Німеччині для випробування і був доставлений на борту субмарини. Він перебував на озброєнні тестувального підрозділу першого авіаційного арсеналу сухопутних військ у Тачікаві.

## Льотно-технічні характеристики (Me 210— оригінальний фюзеляж)
Джерело: Wagner and Nowarra
Основні характеристики
- Екіпаж: 2 (пілот і стрілець)
- Довжина: 11,2 м
- Висота: 3,7 м
- Розмах крила: 16,34 м

- Площа крила: 36,20 м²
- Маса порожнього: 7070 кг
- Максимальна злітна маса: 9706 кг
- Силова установка: 2 × рідинного охолодження V12 Daimler-Benz DB 601F  1332 к.с. ( 993 кВт)

Льотні характеристики
- Бойовий радіус: 1820 км
- Швидкопідйомність: до висоти 6000 m — 12,5 хвилин

Озброєння
- Стрілецько-гарматне: 

  - 2 × 20 мм гармати MG 151/20
  - 2 × 7,92 мм (0.312 in) кулемети MG-17
  - 2 × 13 мм (0.512 in) кулемети MG 131 (кормове озброєння), по одному у дистанційній башті FDSL 131/1B
- Бомби: 2 × 500 кг або 250 кг або 8× 50 кг на зовнішній підвісці